# سامانتا یئو
سامانتا یئو (انگلیسی: Samantha Yeo) ورزشکار سنگاپوری در رشته شنای قورباغه و شنای مختلط است. وی در سن ۱۲ سالگی در بازی های غرب آسیا در سال ۲۰۰۹ شرکت کرد.